# Cycnoderus guatemalicus
Cycnoderus guatemalicus là một loài bọ cánh cứng trong họ Cerambycidae.